# 못말리는 첩보원 얼마나 황당한 영화인지
못말리는 첩보원 얼마나 황당한 영화인지(La Gran Aventura De Mortadelo Y Filemon, Mortadelo & Filemon: The Big Adventure)는 스페인에서 제작된 Javier Fesser 감독의 2003년 코미디, 액션, 모험 영화이다. 루이스 만소 등이 제작에 참여하였다.

## 출연
- 도미니크 피뇽
- 에밀리오 가비라
- 히혼 사람들 (궁전의 군중 씬)
- 발렌시아 사람들

### 조연
- 도미니크 피뇽
- 파코 사가르자주
- 마리아노 베난치오
- 마리아 이스베르트
- 에밀리오 가비라
- 파코 히달고
- 루이스 시제스
- 에두아르도 고메즈
- 파블로 피네도
- 주아나 코데로

## 제작진
- 의상: 타티아나 헤르난데즈